# أوجستين ميياريس كارلو

## سيرة
وُلِد عام ١٨٩٣ في لاس بالماس دي جران كناريا لعائلة مرموقة ومثقفة من أصول ليبرالية. كان والداه أغوستين ميلاريس كوباس ودولوريس كارلو ميدينا وكان الثالث من بين ستة أشقاء.  وبالتالي كان ابنًا وابن أخ على التوالي لأغوستين ولويس ميلاريس كوباس،  المعروفين باسم الأخوين ميلاريس - كاتبا مسرح ورواة قصص اندمجا في حركة الحداثة الكنارية إلى جانب ألونسو كيسادا وتوماس موراليس - وشقيق الشاعر ما بعد الحداثي خوان ميلاريس كارلو.  وُلدت مهنته في الأرشيف والخطوط القديمة مع والده وعلى اتصال بأرشيف بروتوكولات لاس بالماس. 
بدأ دراسته في كلية ساغرادا فاميليا بمسقط رأسه، ثم انتقل إلى مدرسة راهبات المحبة، واخيرا إلى كلية سان أوغستن، حيث حصل على درجة البكالوريوس عام 1909.سافر إلى شبه الجزيرة الايبريه والتحق بجامعة مد
بدأ دراسته في كلية ساغرادا فاميليا بمسقط رأسه، ثم انتقل إلى مدرسة راهبات المحبة، وأخيراً إلى كلية سان أوغستين، حيث حصل على درجة البكالوريوس عام ١٩٠٩. سافر إلى شبه الجزيرة الأيبيرية والتحق بجامعة مدريد المركزية في كليتي الحقوق والفلسفة والآداب. في البداية، جمع بين التخصصين، لكنه لم يحصل في النهاية إلا على درجة البكالوريوس في الفلسفة والآداب عام ١٩١٣. ثم بدأ مسيرته التدريسية كأستاذ مساعد. وفي العام التالي، حصل على درجة الدكتوراه بأطروحته " وثائق بابوية عن البردي من الأرشيف الكتالوني".
في عام 1915، فاز في الامتحان التنافسي لرئاسة قسم اللغه الاتينيه في أتينيو مدريد . وفي العام التالي، عين استاذا للغه الاتينيه في المعهد العام والتقني في لاس بالماس دي جران كناريا.
في عام 1921، تولي رئاسة جامعة غرناطة ،وفي عام 1923، عين أمينا لأرشيف مجلس مدينة مدريد. وبعد عام، عين مديرا لمعهد فقه اللغة في بوينس آيرس .
في عام 1926 أصبح رئيسا لقسم علم الخطوط القديمة في الجامعه المركزية بمدريد، وهو المنصب الذي تقاسمه حتى عام 1936 مع تدريس اللغة الاتينيه.
صداقته وتقاربه السياسي مع أعضاء أثينيوم مثل إيسيدورو فيرغارا ، ومانويل أزانيا ، وأوغستو بارسيا ، ومانويل مارتينيز ريسكو ، وأونوراتو دي كاسترو قادته إلى الانضمام إلى حزب العمل الجمهوري (اليسار الجمهوري منذ عام 1934)، والذي ضم أيضًا كتابًا مثل أنطونيو ماتشادو ، وفيليكس أوراباين ، ولويس بيلو . 
بين عامي 1931 و1933، ترشح عن حزب العمل الجمهوري نائبا في مجلس النواب (الكورتيس) عن مقاطعة لاس بالماس، مع أن ابحاثه ظلت أولوية. في عام 1931، نشر كتابه " مساهمة في مجموعة مخطوطات القوط الغربيين "، وفي عام 1932، نشر عمله الحائز على جائزة " مقالة في سيرة ذاتية لكاتب من جزر الكناري ( القرون السادس عشر والسابع عشر والثامن عشر ) تحت ختم دار النشر أرشيفوس تيبوجرافي.
فى عام 1934 تم تعيينه اكاديميا في الأكاديمية الملكية للتاريخ. كان خطابه التمهيدي حول مخطوطات كاتدرائية طليطلة. بعد عامين شغل منصب سكرتير كلية الفلسفة و الآداب. ولكن بسبب الحرب الأهلية الأسبانية انتقل إلى فرنسا، وأقام في هينداى، في عام 1938 انتقل إلى المكسيك كنائب قنصل .
تعاون مع بيت إسبانيا في المكسيك (1938)، ثم مع كلية المكسيك ، حيث درّس علم دراسة الخطوط القديمة واللاتينية. أشرف على القسم الببليوغرافي في مجلة تاريخ أمريكا ، التي نشرها المعهد الأمريكي للجغرافيا والتاريخ (المكسيك)، كما حرّر السجل الببليوغرافي لمجلة الفلسفة والآداب (المكسيك) والقسم الببليوغرافي لمجلة رسائل المكسيك . 
من عام 1939 إلى عام 1958 قام بتدريس علم الخطوط القديمة و اللغه الاتينيه و آدبها في الجامعة الوطنية المستقلة في المكسيك، دمج ذلك مع تحرير الكتب.
في عام 1954، كلف صندوق الثقافة الاقتصادية ميلاريس كارلو بكتابة طبعة جديدة من Bibliografía mexicana del siglo XVI ، التي نشرها في الأصل خواكين غارسيا إيكازبالسيتا في عام 1886. زاد ميلاريس كارلو من عدد الكتب المسجلة، بالإضافة إلى توسيع ملاحظات السيرة الذاتية والموضوعات الأخرى المتعلقة بالمطبعة الإسبانية الجديدة في siglo السادس عشر . 
في عام ١٩٥٩، انتقل إلى فنزويلا ، حيث بقي حتى عام ١٩٧٤، مُدرِّسًا في جامعة زوليا . خلال هذه الفترة، في عام ١٩٦٣، أُعيد تعيينه في كرسي علم دراسة الخطوط القديمة بجامعة كومبلوتنسي بمدريد . وفي العام نفسه، عُيِّن أكاديميًا مراسلًا في الأكاديمية الوطنية للتاريخ في فنزويلا . في عام ١٩٦٥، مُنح درجة الدكتوراه الفخرية من جامعة زوليا.
في عام 1970 حصل على لقب الابن المفضل لمدينة لاس بالماس دي جران كناريا ، وفي عام 1976 حصل على الدكتوراه الفخرية من جامعة لا لاجونا ( تينيريفي ).

## الأعمال المنشورة (مختارة)
- Millares Carlo، Agustín (1929). Paleografía española: Ensayo de una historia de la escritura en España desde el siglo VIII al XVII. Editorial Labor. مؤرشف من الأصل في 2024-06-12.
- Millares Carlo، Agustín (1931). Contribución al "Corpus" de códices visigóticos. - Madrid 1931. 281 S., XLVIII Taf. 8°. Madrid: Universidad de Madrid. مؤرشف من الأصل في 2024-06-12.
- Millares Carlo، Agustín (1941). Nuevos Estudios De Paleografía Española. La Casa de España en México. مؤرشف من الأصل في 2024-06-12.
- __ (1941) Antología latina. Tomo 1: Prosistas. La Casa de España en México.
- __ (1941) Cervantes, Miguel de. El Ingenioso hidalgo Don Quijote de La Mancha. [Edición anotada por Agustín Millares Carlo.] Séneca.
- __ (1942) Bartolomé de las Casas. Del único modo de atraer a todos los pueblos a la verdadera religión. [Advertencia preliminar, edición y anotación del texto latino por Agustín Millares Carlo.] Fondo de Cultura Económica.
- __; Mantecón, José Ignacio (1943). Ensayo de una bibliografía de bibliografías mexicanas. Gráfica Panamericana.
- __ (1944) Bibliografía de bibliografías mexicanas. Adiciones. Costa Amic.
- __ (1944). Introducción al estudio de la lengua latina. Editorial Delfín.
- __ (1950). Historia de la literatura latina. Breviarios. México, D.F. Fondo de Cultura Económica.
- __ (1954) García Icazbalceta, Joaquín. Bibliografía mexicana del siglo XVI. Nueva edición por Agustín Millares Carlo. Fondo de Cultura Económica.
- Millares Carlo، Agustín؛ Centro de Historia del Estado Zulia (1968). Archivo del Concejo de Maracaibo: expedientes diversos I-II. Energía Eléctrica de Venezuela. مؤرشف من الأصل في 2024-06-14.
- Millares Carlo، Agustín (1969). La imprenta y el periodismo en Venezuela. Monte Ávila. مؤرشف من الأصل في 2024-06-12.
- Millares Carlo، Agustín (1971). Introducción a la historia del libro y de las bibliotecas. México: Fondo de Cultura Económica.
- Millares Carlo، Agustín (1973). Consideraciones sobre la escritura visigótica cursiva. Centro de Estudios e Investigación San Isidoro, Archivo Histórico Diocesano. ج. 8. مؤرشف من الأصل في 2024-06-12. {{استشهاد بكتاب}}: يحتوي الاستشهاد على وسيط غير معروف وفارغ: |1= (مساعدة)
- Millares Carlo، Agustín (1973). Andrés Bello: ensayo bibliográfico. Editorial Universitaria. مؤرشف من الأصل في 2024-06-13.
- Millares Carlo، Agustín؛ Mantecón، José Ignacio (1975). Álbum de paleografía hispanoamericana de los siglos XVI y XVII. El Albir. ج. Volumen 2. مؤرشف من الأصل في 2024-06-13. {{استشهاد بكتاب}}: |المجلد= يحوي نصًّا زائدًا (مساعدة)
- Millares Carlo، Agustín؛ Hernández Suárez، Manuel (1975–1993). Biobibliografía de escritores canarios (siglos XVI, XVII y XVIII). Las Palmas de Gran Canaria: El Museo Canario: Cabildo Insular de Gran Canaria.{{استشهاد بكتاب}}:  صيانة الاستشهاد: تنسيق التاريخ (link)
- Millares Carlo، Agustín (1976). Historia de la literatura latina. Fondo de Cultura Económica. ج. Volumen 33. ISBN:9789681607449. مؤرشف من الأصل في 2024-06-13. {{استشهاد بكتاب}}: |المجلد= يحوي نصًّا زائدًا (مساعدة)
- Millares Carlo، Agustín (1977). Maracaibo y la independencia de Venezuela (1810-1812): documentos. Archivo General de la Nación. ج. Volume 23. مؤرشف من الأصل في 2014-08-26. {{استشهاد بكتاب}}: |المجلد= يحوي نصًّا زائدًا (مساعدة)